# وباء فيروس كورونا في منطقة كورديليرا الإدارية عام 2020
تم تأكيد انتشار وباء فيروس كورونا 2019-2020 إلى منطقة كورديليرا الإدارية ، الفلبين في 20 مارس 2020 ، عندما تأكدت إصابة أول حالة من فيروسات التاجية لعام 2019 (COVID-19) بأحد سكان مانابو ، أبرا. من بين الوحدات المكونة للمنطقة ، فقط محافظتي عبرا وبنغويت ، ومدينة باجويو لديها حالة واحدة مؤكدة على الأقل.

## خلفية
في 12 يناير 2020، أكدت منظمة الصحة العالمية عن ظهور فيروس كورونا المستجد كسبب للمرض التنفسي الذي أصاب مجموعة من الأشخاص في مدينة ووهان، مقاطعة خوبي، الصين، إذ أُبلغ عنهم إلى منظمة الصحة العالمية في 31 ديسمبر 2019. كانت نسبة الوفيات بين الحالات المُشخصة بكوفيد-19 أقل بكثير من جائحة فيروس سارس في عام 2003، لكن انتقال العدوى كان أكبر، والوفيات أيضًا.

## الجدول الزمني
أول حالة مؤكدة لـكوفيد-19 في منطقة كورديليرا الإدارية (CAR) مقيمة في بلدة مانابو في محافظة آبرا وأكدت القضية في 14 مارس / آذار ، بحارًا عمره 39 عامًا جاء من الإمارات العربية المتحدة. استشار مستشفى في سان فرناندو ، لا يونيون في 10 مارس وتم تعيينه كشخص قيد التحقيق بعد أن أصيب بالحمى ولكن سمح له بالعودة إلى منزله في آبره. حضر الاحتفالات في آبره قبل زيارة قريب له في لا يونيون.
الحالة الثانية المؤكدة في المنطقة كانت عاملة فلبينية من الخارج تبلغ من العمر 61 عامًا من إيطاليا. تم إدخال المرأة التي عادت إلى الفلبين في 2 مارس في مستشفى باجيو العام ، وهي أول حالة يتم إدخالها إلى مرفق صحي في كورديليراس. تم تأكيد قضيتها في 23 مارس 2020. تم تأكيد انتشار كوفيد-19 إلى مقاطعة بنجويت عندما تم تأكيد حالة في البلدة إذا كانت لا ترينيداد التي تقع على حدود باجيو في 28 مارس. استمر عدد الحالات المؤكدة في الزيادة في باجويو ، مع 14 القضايا حتى 27 مارس.
لم يتم الإبلاغ عن أي حالات جديدة في باجيو في الفترة من 28 مارس إلى 10 أبريل ، عندما تم التأكد من أن عامل نظافة وزوجته أثبتت أن نتيجتهم إيجابية لـكوفيد-19.
وبحلول 17 أبريل ، تعافت جميع الحالات الثلاث في آبرا ، والتي تم إدخالها جميعًا في مستشفى باجيو العام بما في ذلك أول حالة على الإطلاق من حالات CAR.

## الاستجابة

### الاختبارت
إن مستشفى باغيو العام والمركز الطبي هو المنشأة المخصصة لاختبار COVID-19 التأكيدي للحالات المشتبه فيها في منطقة كورديليرا الإدارية وأجزاء أخرى من شمال لوزون. اعتبارًا من 17 أبريل ، يتمتع المستشفى بقدرة اختبار يومية من 270 إلى 300 مع جهاز تفاعل سلسلة بوليميراز واحد فقط.

### مرافق الحجر الصحي والعزل
وافق ممثلو الحكومات المحلية في بنجويت وباغيو وماونتين بروفينس على استخدام معسكر المدرس كموقع للحجر الصحي لعودة العمال الفلبينيين في الخارج اعتبارًا من 16 أبريل. فندق ليندي على طريق ليجاردا هو منشأة عزل تم تصنيفها على أنها محتملة أو مشتبه بها حالات من قبل وزارة الصحة في حين أن مستشفى سانتو نينو الذي تم تجديده في 14 أبريل هو مرفق لمرضى غسيل الكلى وكوحدة احتياطية للرعاية الحرجة لمرضى COVID-19.

### تدابير أخرى
في فبراير ، أغلقت حكومة ساجادا المحلية جميع الوجهات السياحية التي تديرها الحكومة في البلدية. في 20 مارس 2020 ، بدأت الحكومة المحلية في La Trinidad ، Benguet بالتطهير في المنطقة ، بما في ذلك طريق Halsema السريع.